# Alfredo Almeida Rego
Alfredo "Doca" de Almeida Rego (1903. április 7. – ?) brazil labdarúgócsatár.